# Stopmotion
Stopmotion és una pel·lícula de thriller de terror psicològic que barreja imatge real i animació per adults del 2023, dirigida per Robert Morgan en el seu llargmetratge de debut, amb un guió que va escriure conjuntament amb Robin King.
La pel·lícula és protagonitzada per Aisling Franciosi com una animadora stop-motion que s'obsessiona cada cop més amb una pel·lícula en la qual està treballant. Stopmotion es va publicar el 23 de febrer de 2024 amb l'aclamació de la crítica.

## Argument
Incapaç d'utilitzar les seves mans a causa de l'artritis, la reconeguda animadora de stop-motion Suzanne Blake demana l'ajuda de la seva filla Ella per completar la seva pel·lícula més recent, sovint sobrecarregant-la i maltractant-la. Quan la Suzanne pateix un ictus i cau en coma, Ella decideix acabar la pel·lícula sola.
El xicot d'Ella, Tom, la convida a viure amb ell mentre la Suzanne es recupera, però Ella es trasllada a un edifici d'apartaments semi-abandonat gestionat per Tom per continuar acabant la pel·lícula. Es troba amb una noia que viu al mateix edifici i que mostra interès per la pel·lícula. Ella anomena la història "avorrida" i li presenta a Ella una història diferent sobre una jove perduda al bosc. Ella descarta el projecte original i comença a donar vida a la pel·lícula. La noia la visita una vegada més i es queixa que les figures no semblen prou reals, insistint en que Ella faci servir bistec mimat per a les nines per emular la carn; Ella inicialment dubta però després compleix.
La noia continua amb la seva visió de la història, afirmant que la jove s'amaga d'una entitat anomenada "l'home de cendra". Ella crea un model de l'home de cendra, però la noia l'acomiada, insistint que l'home de cendra ha de ser creat amb "alguna cosa morta" i porta Ella al bosc on es troben amb una guineu morta. Ella es nega i la noia reté la resta de la història a Ella. Ella decideix acabar la història pel seu compte, tot i que es produeix un bloqueig creatiu. En una festa a l'edifici d'apartaments, Ella demana a la germana d'en Tom, Polly, que li doni una mica de LSD amb l'esperança que inspiri noves idees. Desesperada, Ella torna a fer el titella Home de Cendra utilitzant la carcassa de la guineu. Aquella nit, al·lucina l'home de cendra mirant-la directament a través de l’espiell, reflectint un segment de la pel·lícula. Tom la troba desmaiada al seu apartament i li diu que ha animat l'home de cendra que s'acosta a la porta de la noia i deu haver-la al·lucinat. Ella li mostra a Tom que l'àcid que li va donar Polly encara està a la butxaca sense tocar.
Polly, també animadora de stop-motion, prepara Ella amb una feina a l'estudi per al qual treballa. Ella accepta, amb la impressió que ajudarà amb l'animació. Tanmateix, el director li diu que ha de crear globus oculars per a les figures stop-motion. Tot i que està decebuda, es passa el dia treballant. Prenent una pausa i passejant per l'estudi, Ella descobreix que Polly ha plagiat la seva pel·lícula. Enfurismada, discuteix amb Polly i destrueix el conjunt que Polly va crear.
La nena torna a Ella i continua explicant la història, afirmant que l'home de cendra torna una segona nit i toca la noia, però Ella es nega a incloure-la, en lloc de declarar que la noia s'escapa amb èxit. Després d'experimentar una altra al·lucinació de l'home de cendra que la persegueix al seu apartament, Ella es desperta a l'hospital amb una cama ferida. La visita en Tom, que diu que el seu projecte ha anat massa lluny i li explica els seus plans per anar al seu apartament, destruir el plató i esborrar totes les imatges. Ella entra en pànic i insisteix que sigui ella qui ho faci, i Tom accepta amb la condició que l'acompanyi l'endemà al matí. Ella llavors s'assabenta que la seva mare ha mort.
Tornant al seu apartament, Ella estrangula la noia fins a la mort només perquè ella torni a aparèixer il·lesa segons després i consola Ella mentre plora. La noia demana que l'home de cendra es torni a fer amb alguna cosa "que sagna". Ella obre els punts de la seva cama i treu una tira del seu propi múscul. És descoberta per Tom i Polly, que intenten contenir-la i portar-la de nou a l'hospital, però ella els ataca i mata a tots dos i utilitza la seva carn per crear figures a mida real de la nena i l'home de cendra. Aleshores, l'home de cendra de mida real va cap a Ella i la noia, que proclama amb por que això no forma part de la història. Ella permet que l'home de cendra l'acosti i mengi de la seva cara, que ara està feta de cera de funerària. Ella entra en una cabana al bosc idèntica a la de la pel·lícula, on la noia està veient imatges d'Ella morint sagnant al pis del seu apartament. Li diu a Ella que li encanta la pel·lícula. Ella li somriu abans d'entrar a una caixa folrada de setí i tancar la tapa.
- Aisling Franciosi com Ella Blake
- Stella Gonet com a Suzanne
- Tom York com a Tom
- Therica Wilson-Read com a Polly
- Caoilinn Springall com a Nena
- James Swanton com The Ash Man
- Joshua J. Parker com a Will
- Jaz Hutchins com a Brett
- Bridgitta Roy com a Doctor

## Producció
Abans del Cannes Film Market el juny de 2021, Wild Bunch International va revelar el projecte de Robert Morgan, que farà el salt dels curtmetratges al seu llargmetratge de debut com a director a partir d'un guió que va escriure amb Robin King. Aisling Franciosi va ser la protagonista de la pel·lícula. La pel·lícula va rebre la quarta quantitat més gran de finançament de producció del British Film Institute per al 2022, amb 905.000 £.
La fotografia principal va començar el febrer de 2022, i es va completar a l'abril.

## Llançament
Stopmotion es va estrenar al Fantastic Fest de 2023 a Austin, Texas el 24 de setembre de 2023. Després es va projectar al Festival de Cinema de Londres el 7 d'octubre de 2023.
La pel·lícula es va estrenar en sales seleccionades als Estats Units el 23 de febrer de 2024 per IFC Films.

## Recepció

### Resposta crítica
Al lloc web de l'agregador de ressenyes Rotten Tomatoes, el 91% de les 68 ressenyes dels crítics són positives, amb una valoració mitjana de 7,4/10. El consens del lloc web diu: "Stopmotion porta el conflicte entre l'art i l'artista a extrems esgarrifosos i visualment emocionants, distingits per l'excel·lent treball d'efectes del director Robert Morgan". Metacritic, que utilitza una mitjana ponderada, va assignar a la pel·lícula una puntuació de 65 sobre 100, basada en 11 crítics, indicant "crítiques generalment favorables".
En una ressenya positiva, Meagan Navarro de Bloody Disgusting va escriure: "Quan tants cineastes opten per l'estil per sobre de la substància, aquí l'estil és substància. Morgan sorprèn amb un assalt sensorial immersiu. L'art i la narració xoquen d'una manera impressionant però repugnant. El debut eliminatori de Morgan obre les venes d'un artista turbulent, oferint una esgarrifosa fusió de mitjans a un grau inquietant i poderós".Dennis Harvey de Variety va escriure, "Robert Morgan sens dubte, té un talent per a l'extraordinari; és una mesura del seu talent i dels seus límits que aquesta pel·lícula de debut només ensopega quan intenta fer alguna cosa en el costat normal." Jeanette Catsoulis de The New York Times va dir: "Com la forma d'art que celebra, Stopmotion és acurada, pacient i gairebé castigadora, amb Franciosi aportant la mateixa intensitat que va fer que el seu paper a The Nightingale (2018) és tan devastador."
En una ressenya més negativa, Peter Sobczynski de RogerEbert.com va escriure: "Tot i que clarament vol ser vista com una mena d'exploració al·lucinatòria salvatge al cor de la bogeria, Stopmotion finalment es revela com una mica més que una col·lecció d'imatges de bossa de barf i convencions cansades que de tant en tant són animades i d'alguna actuació forta de Franciosi." Steven Scaife de Slant Magazine va escriure, "més enllà de les escenes metòdiques d'Ella en el treball, les seqüències d'imatge real que dominen la pel·lícula afegeixen poc a la llarga història de les històries de terror sobre algú que s'esdevé lentament aïllada... És com si l'argument de la pel·lícula fos titellat per pel·lícules de terror anteriors, i d'una manera semblant a l'escena inicial d'Ella seguint degudament les instruccions de la seva mare".

### Reconeixements
A la competició principal del Fantastic Fest de 2023, Morgan va guanyar el premi al millor director pel seu treball a Stopmotion.  També va ser guardonat amb el Premi Especial del Jurat a la Selecció Oficial de Fantàstic al LVI Festival Internacional de Cinema Fantàstic de Catalunya.